# Palms Casino Resort
Palms Casino Resort, znany również jako Palms – luksusowy hotel i kasyno w Paradise, w amerykańskim stanie Nevada. Obiekt stanowi własność rodziny Maloof.
W głównej wieży kompleksu znajdują się 702 apartamenty, kasyno o powierzchni 8.800 m², studio nagraniowe, a także showroom z ponad 2.200 miejsc. Z kolei w wieży Fantasy działa kilka klubów nocnych, a w tym Moon Nightclub, Rain Nightclub oraz Playboy Club – jedyny w Las Vegas. 
Palms oferuje bardzo szeroki przekrój akomodacji hotelowych, wśród których są między innymi: apartament Barbie, willa Hugh Hefnera (o powierzchni ponad 830 m², z siłownią, sauną i salą spa, pokojem medialnym, barem, okrągłym, wirującym łóżkiem o długości ponad 2.3 metrów, prywatnym tarasem, basenem Playboy Jacuzzi i szklanymi ścianami z widokiem na the Strip), apartament The Real World (w którym, w 2002 roku, kręcono program reality The Real World; mający powierzchnię ponad 270 m²), a także apartament Hardwood (imitujący życie graczy NBA, mający powierzchnię ponad 900 m² i dwa piętra, z boiskiem do gry w koszykówkę i profesjonalną szatnią).
W Palms odbywa się doroczny festiwal filmowy CineVegas.

## Historia
Palms został otwarty 15 listopada 2001 roku, a za jego projekt odpowiadała firma The Jerde Partnership z Los Angeles.
W 2002 roku, w obiekcie nagrywany był program MTV The Real World: Las Vegas. Poziom, który zamieszkiwali uczestniczy został specjalnie dla nich przebudowany, zaś obecnie funkcjonuje jako apartament Real World Suite.
W październiku 2005 roku do użytku oddana została druga wieża hotelowa – Fantasy Tower, wybudowana za kwotę 600 milionów dolarów. Jako że George Maloof jest wielkim pasjonatem koszykówki (Maloofowie są większościowymi właścicielami drużyny NBA Sacramento Kings), w Fantasy Tower utworzono dwupiętrowy apartament Hardwood, z jedynym na świecie prywatnym boiskiem do gry w koszykówkę jako częścią apartamentu.

### Palms i media
9 września 2007 roku w Palms miała miejsce ceremonia rozdania nagród MTV Video Music Awards.
W 2009, w obiekcie kręcone były dwa wideoklipy: „We Made You” Eminema oraz „Waking Up in Vegas” Katy Perry.
Po śmierci DJ-a AM w 2009 roku, w logo Palms świeciły się wyłącznie litery A i M, oddając hołd muzykowi.
W Palms regularnie odbywają się wydarzenia w ramach WEC. Ponadto, w obiekcie organizowane są doroczne bankiety, wydawane przez IndyCar.

## Pearl Concert Theater
Pearl Concert Theater, to trzypoziomowy obiekt koncertowy, położony na terenie kompleksu Palms. W zależności od konfiguracji, Pearl może pomieścić od tysiąca do 2.5 tysięcy gości.
W Pearl Concert Theater koncertowali między innymi: Kiss, Gwen Stefani, Tool, Avril Lavigne, Fergie, Judas Priest, Mary J. Blige, Usher, Backstreet Boys, Oasis, Disturbed, Lil Wayne, The Cure, Nine Inch Nails, Jay-Z, Duran Duran, New Kids on the Block, Depeche Mode, Mariah Carey, Lady Gaga, 30 Seconds to Mars, Erykah Badu, Slayer, Megadeth, Anthrax, Alice in Chains, Kesha, System of a Down, Bruno Mars oraz Bob Dylan.

## Studio nagraniowe w Palms
W Palms znajduje się profesjonalne studio nagraniowe, w którym na przestrzeni lat swój materiał rejestrowali między innymi: Jay-Z, Beyoncé, Rihanna, Katy Perry, Lady Gaga, Carlos Santana, T-Pain, Panic at the Disco, The Killers, Dr. Dre, Eminem, 50 Cent oraz Wayne Newton.

## Palms Place

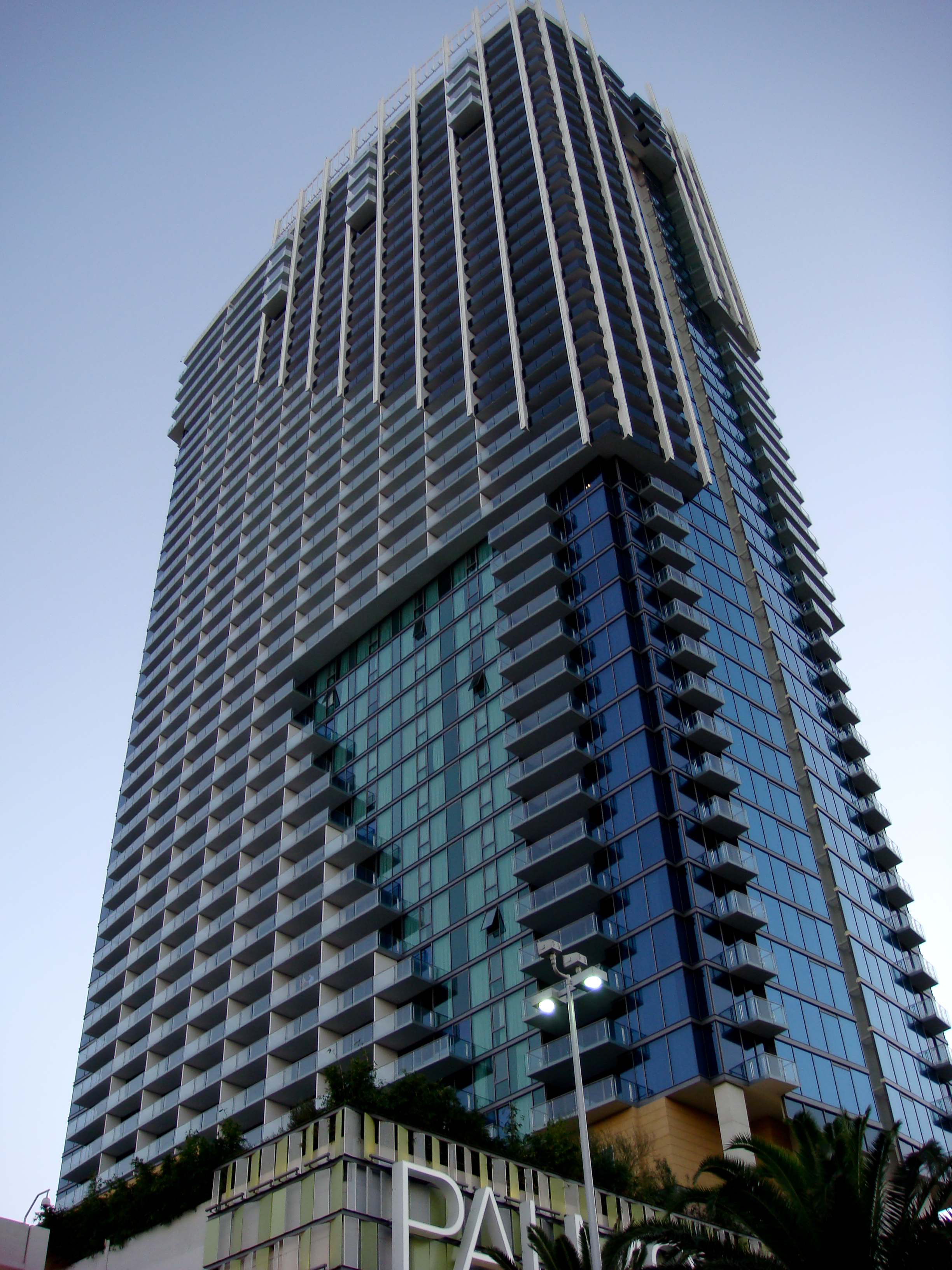
Wieża Palms Place

Informacje o budowie trzeciej wieży – Palms Place, ogłosiła rodzina Maloofów, dodając, że budynek będzie wieżowcem, stojącym w zachodniej części kompleksu. Za projekt architektoniczny obiektu odpowiadała firma Jerde Partnership Construction. 
Osoby, które wykupiły w nim prywatne apartamenty, mogły wprowadzić się do Place 29 lutego 2008 roku. Natomiast oficjalna uroczystość wielkiego otwarcia wieży miała miejsce 31 maja 2008 roku. Sam Palms Place był kilkuset milionową inwestycją i stanowi 58-piętrowy hotel, spa i wspólnotę mieszkaniową z 599 apartamentami.